# Fojhar
Fojhar (cyr. Фојхар) – wieś w Bośni i Hercegowinie, w Republice Serbskiej, w gminie Srebrenica. W 2013 roku liczyła 85 mieszkańców.